# 狛江淡水クラゲ発生地

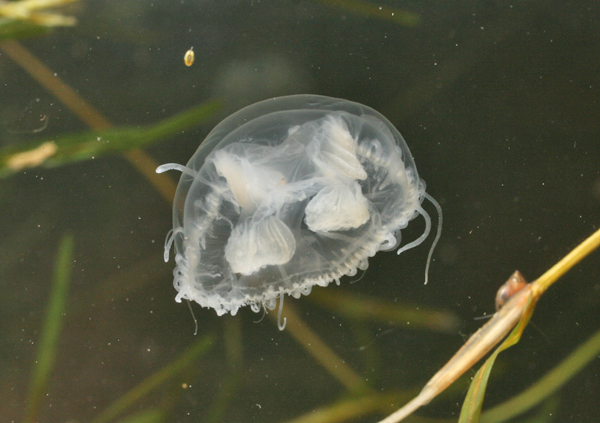
狛江淡水クラゲ発生地で確認された種と同じ Craspedacusta sowerbyi。
オーストリア・ウィーン近郊のNew Danubeで2014年に撮影されたもの。

狛江淡水クラゲ発生地（こまえたんすいクラゲはっせいち）は、東京都狛江市元和泉にかつて存在した、国の天然記念物に指定されていたマミズクラゲの発生地である。
狛江付近の多摩川河川敷や周辺の砂礫層では、大正期から昭和40年代にかけて、建築などで使用する砂利の採掘が各所で行われ、掘削により生じた窪地に雨水などが溜まって出来た通称「砂利穴」と呼ばれる水溜まりや池が多数あり、このうち多摩川左岸の和泉地区にある砂利穴から、1946年（昭和21年）8月下旬、淡水性クラゲが大量に発生していることが確認された。
当地での淡水クラゲは、その後も継続的に発生し続け、1951年（昭和26年）6月9日に国の天然記念物に指定された。しかし、指定から3年後には発生が確認されなくなり、その後も発生することが無かったため、1970年（昭和45年）5月11日に天然記念物の指定が解除された。指定地の砂利穴は埋め立てられ、跡地には東京都により新たに設置された東京都立狛江高等学校の校舎やグラウンド等が建設され、1973年（昭和48年）に開校した。
狛江淡水クラゲ発生地は、国の天然記念物に指定された無脊椎動物物件の中で、唯一の刺胞動物であったが、本件の指定解除以降、刺胞動物を指定対象とする国の天然記念物は存在しない。

## 解説

### 発生の確認
1946年（昭和21年）8月27日、東京都北多摩郡狛江村字和泉の、砂利採掘跡に出来た池、通称砂利穴のひとつに、淡水性クラゲが大量に発生していることが確認され、翌9月17日まで出現し続けた。このクラゲは直径わずか1.5センチメートルと小さく、しかも透明であることから、水中をよほど注意深く観察しなければ見過ごされてしまうものであった。発見者は宗保人（そうやすんど）で、宗は発生したクラゲの生態を観察し多数の個体を採集した。発見の報を受けた当時の東京帝国大学農学部水産学教室主任教授の雨宮育作により、淡水性のクラゲ、マミズクラゲ Craspedacusta sowerbyi であることが確認された。
雨宮によれば、その時点での日本国内における淡水産クラゲの報告例は極めて少なく、1922年（大正11年）に三重県津市新町の個人宅古井戸に現れたものを、動物学者の丘浅次郎と原孫六が Limnocodium iseanaの学名を付け記載した1件と、雨宮自身が1930年（昭和5年）に、東京大学農学部（目黒区駒場）教室内の水槽で発生した事例（狛江で発生した種と同じ Craspedacusta sowerbyi）を報告した1件の、わずか2例のみであった。津市の古井戸はその後、埋められたため、ここでの淡水クラゲは見られなくなったが、雨宮の教室の水槽ではその後も数年間にわたり、毎年同じ中秋の頃に発生が確認されていた。
新たに発見された狛江の淡水クラゲは、発生規模、個体の生育状況など、過去2例の事例とは比較にならないほど良好なもので、畑違いの分野ではあるが同じ東京大学の鏑木政岐らによる調査研究や、文部省の史跡名勝天然記念物係員による標本採取が行われた。
淡水クラゲの発生した池は、多摩川の左岸（狛江側）堤防に近い、当地では「砂利穴」と呼ばれる砂利の採掘跡地の窪地に湧水などが溜まった池のひとつである。この池は定まった名称はなく、南北に約150メートル、東西は約30から50メートル、深さは約3メートルで、水位は隣接する多摩川の水位にほぼ等しい。面積は1町5反歩（約1.48ヘクタール）ほどで、水の流入も流出もないが水はきれいに澄んでおり、水底は一面砂利で覆われていた。
翌年の1947年（昭和22年）は8月20日に発生が確認され、翌9月6日に砂利穴の池の調査が行われた。当日の雲量は1でほとんど無風状態、外気温は摂氏31.5°C、水表面の水温は27.5°Cから28.5°C、水面下2メートル付近では26°C、pH（水素イオン濃度指数）は8.0から8.4であった。9月3日に採集された個体を室内のビンに入れミジンコを与えて飼育したところ10月18日まで生存した。現地での観察調査の結果、この淡水クラゲ（マミズクラゲ）は午前11時頃から日没頃まで水面に近い場所へ出てくるが、それ以外の時間帯には現れず、また、曇天や雨天の日には終日出てこないことも分かった。
1948年（昭和23年）の初夏、地理学者の檜原愁之介は、友人で画家の池田勝之助と連れ立って淡水クラゲ発生地を訪れた。檜原は景観や名勝などの保護保全、いわゆる風致地区の設立に携わった人物のひとりで、檜原によれば同年の3月に文部省より新たな天然記念物「淡水クラゲ発生地」として仮指定の告示があり、淡水クラゲとは何ぞやと好奇心を抱いたという。当時は詳細な情報が少なく、正確な位置は分からなかったものの、檜原は都心方面から小田急小田原線の下り列車に乗車し、淡水クラゲ発生地から最寄りの和泉多摩川駅ではなく、一つ手前の狛江駅で下車し、指定地の池の場所を住民に尋ね回って探し出し、ようやく池に辿り着いたという。当時の池は私有地にあり、西側半分は所有者の榎本家が経営する「和泉園」と呼ばれる釣り堀であった。
檜原は池の傍らで菜園の手入れをする榎本と偶然会い、淡水クラゲについて尋ねたものの、池の所有者である榎本自身は淡水クラゲを見たことがないという。淡水クラゲ発見のニュースは新聞やラジオでも報じられたため、様々な人々がこの池を訪れて淡水クラゲについて訊かれるものの、榎本は見たことがないため返答に困っており「一体そんなものが本当にこの池にいるのですか」と逆に尋ねられ、檜原は面食らったという。池の所有者ですら目にする機会がないほど、淡水クラゲは確認することが難しく、この時も檜原は淡水クラゲを目にすることは出来なかった。

### 天然記念物指定と解除
実際に目撃することの難しい淡水クラゲであるが、文部省や動物学者らによる確認は、その後も継続的に確認され、1951年（昭和26年）6月9日に国の天然記念物に指定された。しかし、毎年夏の終わり頃に発生していた淡水クラゲは、指定から3年後からは発生が確認されなくなってしまった。そもそも、この淡水クラゲはマミズクラゲのソエルビー Craspedacusta sowerbyi と呼ばれる種で、中国大陸や北米のミシシッピ川流域に生息し、前述した過去に津市などで確認された元々日本国内で報告例のある種とは異なるものであり、なぜ狛江で発見されたのかは謎であった。
一方、狛江での発生が見られなくなった頃より、淡水クラゲは日本国内の各所で急速に発見例が増え始めた。狛江の近くでも調布市国領町にあった東京重機工業の円形消火用水や、世田谷区大蔵町（現、成城）の新東宝映画撮影所（現、東宝スタジオ）の撮影用プールからも1959年（昭和34年）に淡水クラゲの発生が確認されるようになった。
日本国内各地で淡水クラゲの発生例が増加した要因として、報告事例が太平洋戦争終戦以降になって急速に増えたことと、それに加えて Craspedacusta sowerbyi の従来の生息地が中国大陸や北米であったことから、終戦後中国から日本へ戻った復員兵の衣服や、アメリカから送られた進駐軍物資などのシートに淡水クラゲのポリプが付着し、それらが日本国内に持ち込まれたのではないか、という話が動物学者らの間で噂されたが、発生要因の確定的な検証はされておらず不明のままである。
最初の発生が確認され天然記念物に指定された砂利穴は、その後も一向に淡水クラゲの発生が確認されないままで、狛江周辺は住宅地が急速に拡大し、砂利穴の周囲は当時の狛江町によって多数のバラが植えられて整備され、狛江周辺の人々に「バラ園」と呼ばれ親しまれた。結局、指定地の「狛江淡水クラゲ発生地」での淡水クラゲは消滅したものと考えられ、指定解除の方向で話が進み1969年（昭和44年）12月には解除されることになった。ところが、そのひと月前の11月、指定地の砂利穴に隣接する東京都水道局狛江浄水場（跡地）敷地内の池に淡水クラゲが発生しているのを、地元の中学生3名が発見し、これを中学校の教員に確認してもらったところ、間違いなくマミズクラゲ、すなわち淡水クラゲであることが分かった。
当時の狛江町教育委員会では、当初の指定地の砂利穴の指定解除はいたしかたないとしても、新たに発見された隣接する池を代わりの天然記念物指定地とすることはできないか文化庁へ打診したものの、指定当時とは認識が変わり、淡水クラゲは日本国内の各所で見つかっており、特段すでに珍しいものではなく、今さら指定することはできない、との理由で新たな指定は見送られ、翌1970年（昭和45年）5月11日に天然記念物の指定が解除された。
指定地の砂利穴を含め、周辺にあった複数の砂利穴は指定解除後すぐに埋め立てられ、バラ園と狛江浄水場も前後して閉園、廃止された。跡地には東京都により新たに設置された東京都立狛江高等学校の校舎やグラウンド等が建設され、1973年（昭和48年）に開校した。
この場所にかつて国の天然記念物に指定された淡水クラゲの発生地が存在した痕跡は無いが、国土地理院の発行する2万5千分1地形図「溝口（みぞのくち）」図幅の、1969年（昭和44年）12月28日発行（昭和43年測量）の版までは、文化財保護法に基づく史跡・名勝・天然記念物をあらわす地図記号 「⛬︎」が記されている。
このような歴史的経緯から狛江高等学校の同窓会では、淡水クラゲをモチーフとしたイメージキャラクターが使用されている。